# 巴蘭科區

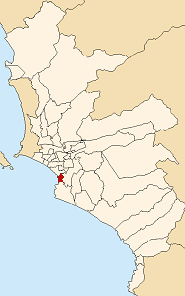

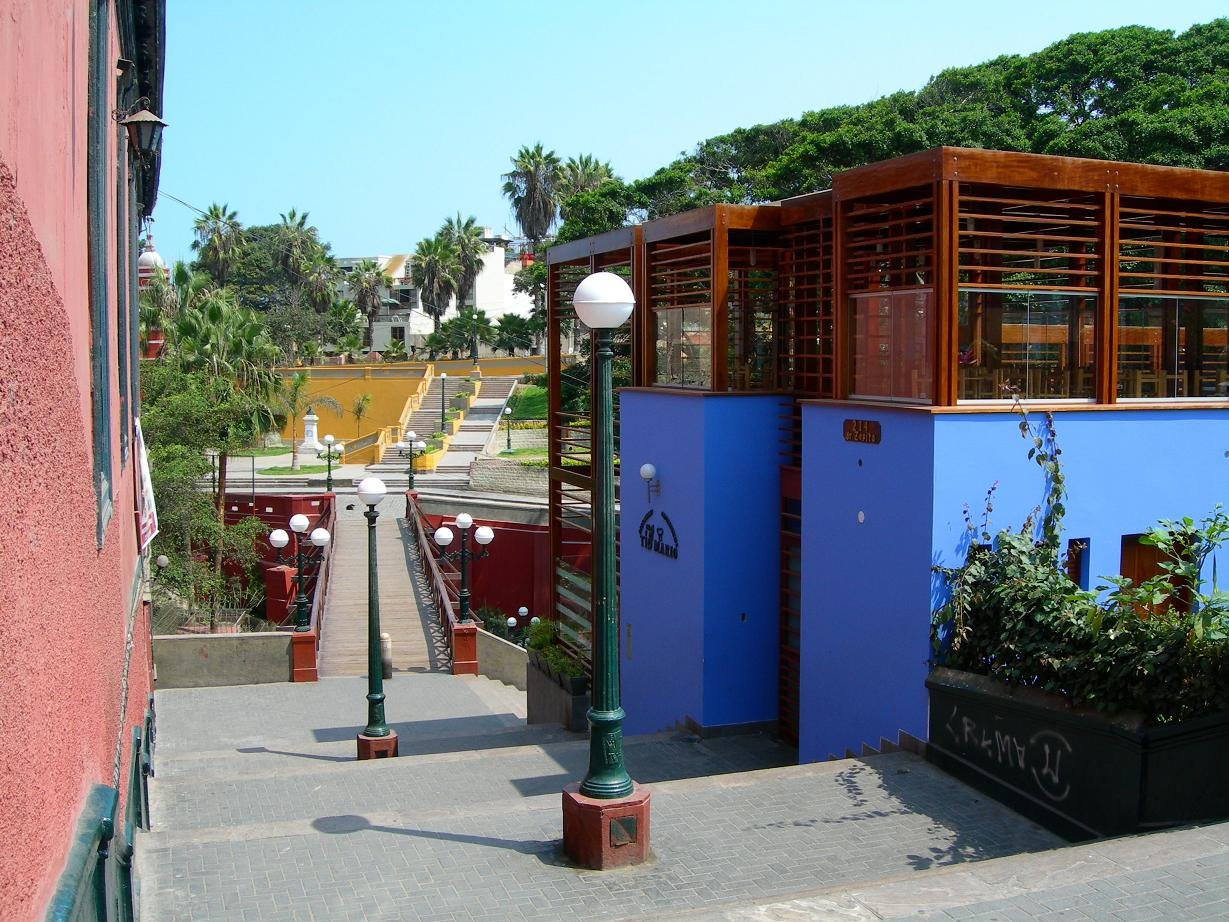

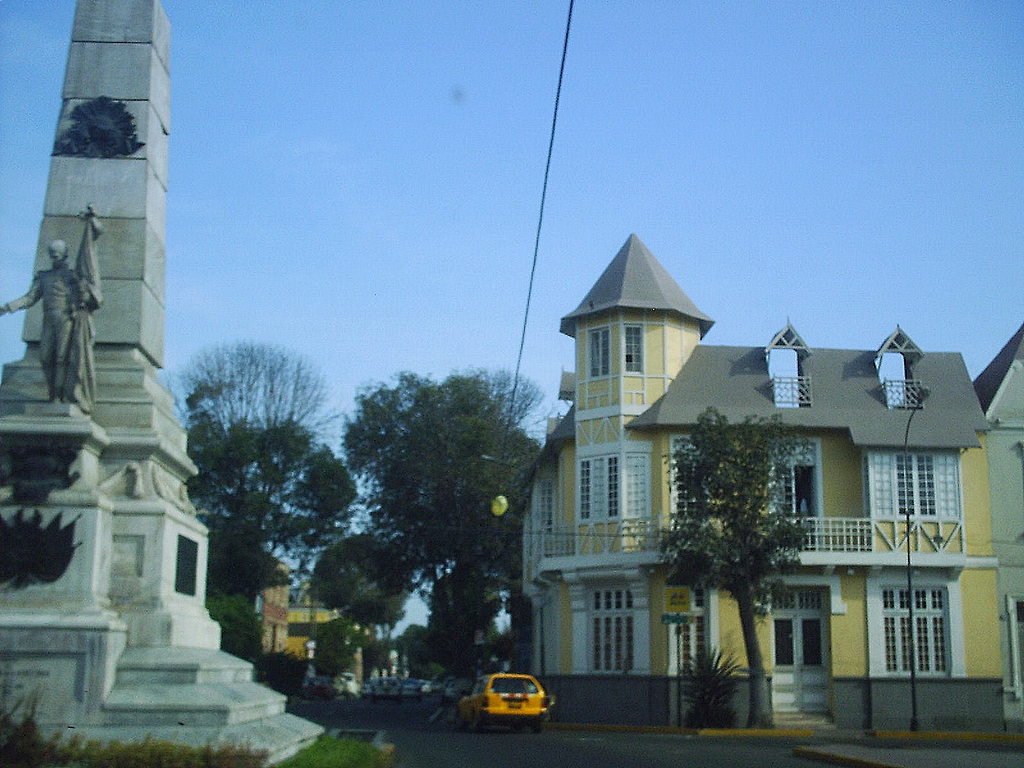

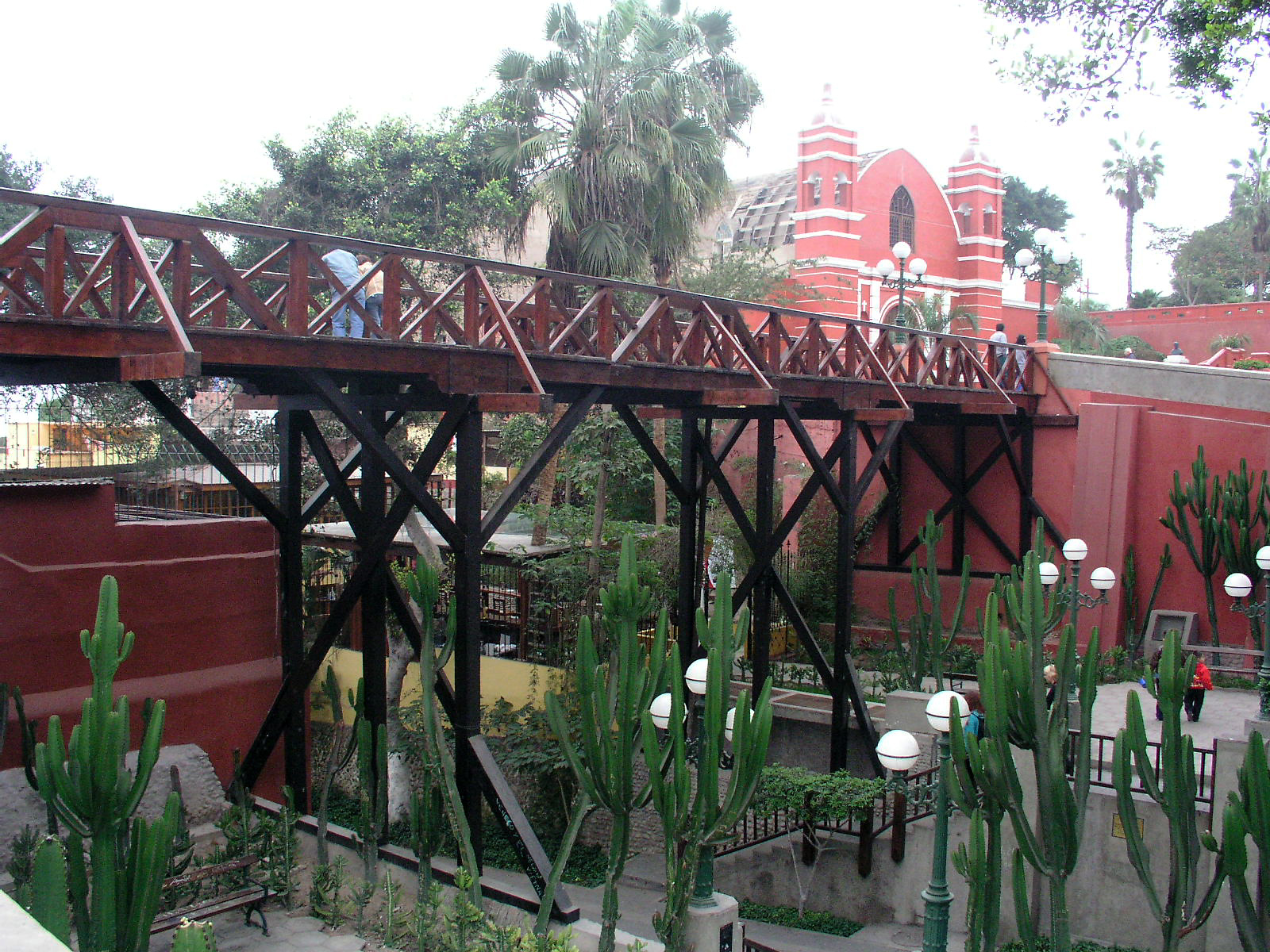

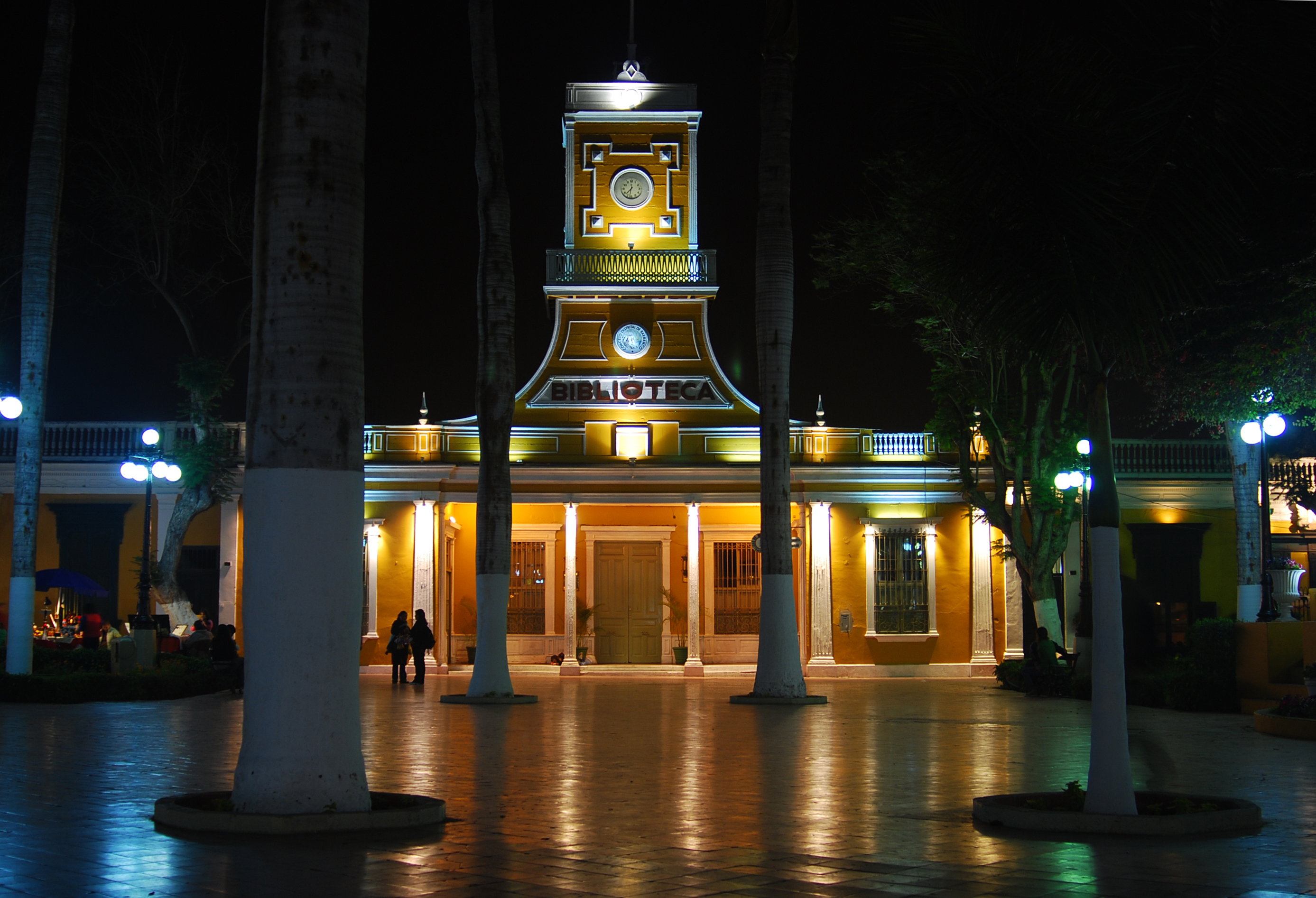

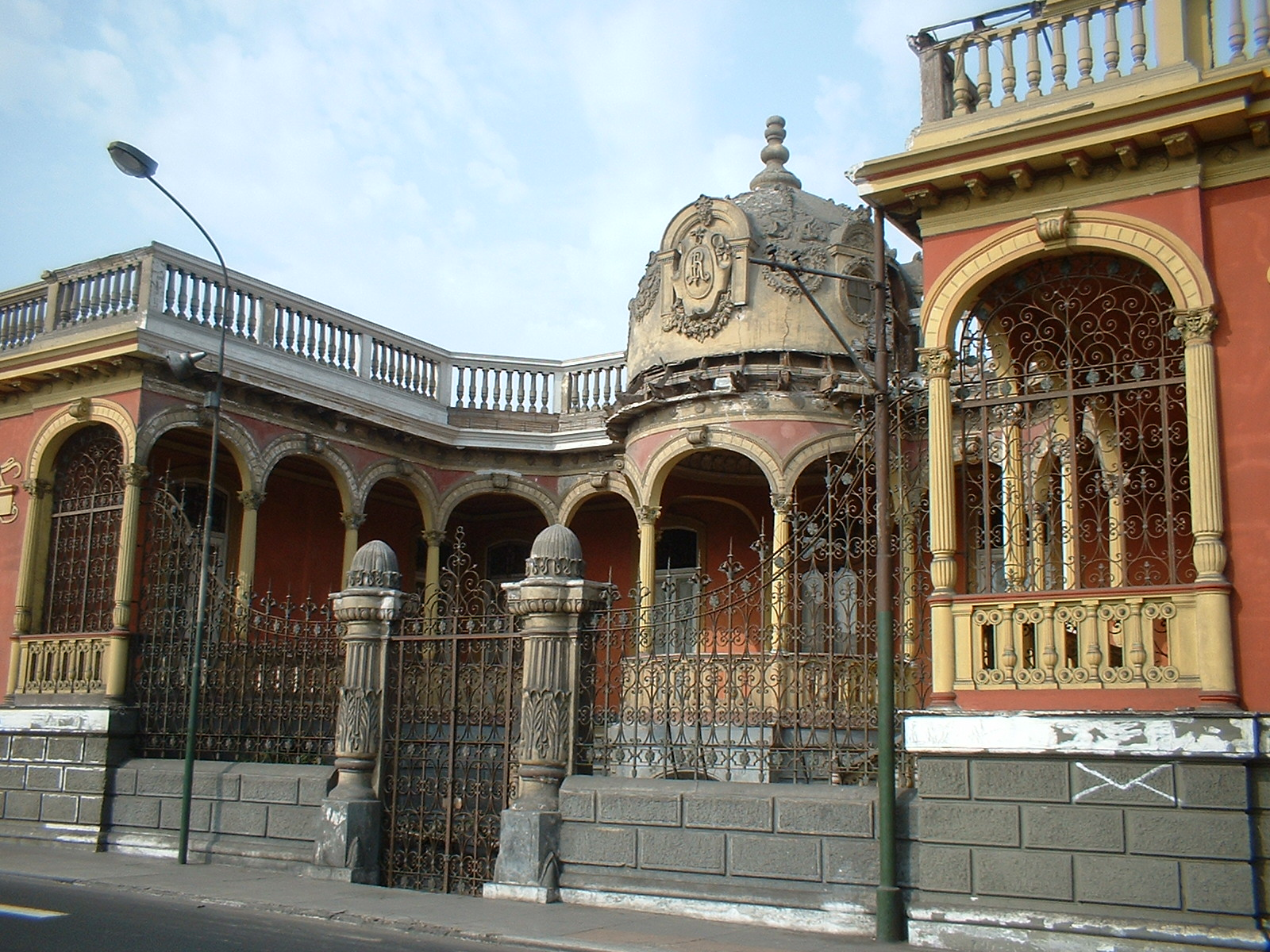

12°8′30″S 77°1′0″W / 12.14167°S 77.01667°W
巴蘭科區（西班牙語：Distrito de Barranco），是秘魯的一個區，位於該國西部利馬大區的利馬省，始建於1874年10月26日，面積3.33平方公里，2002年人口45,922，人口密度每平方公里14,000人。